# Conservatoire à rayonnement régional d'Annecy
 (août 2025).

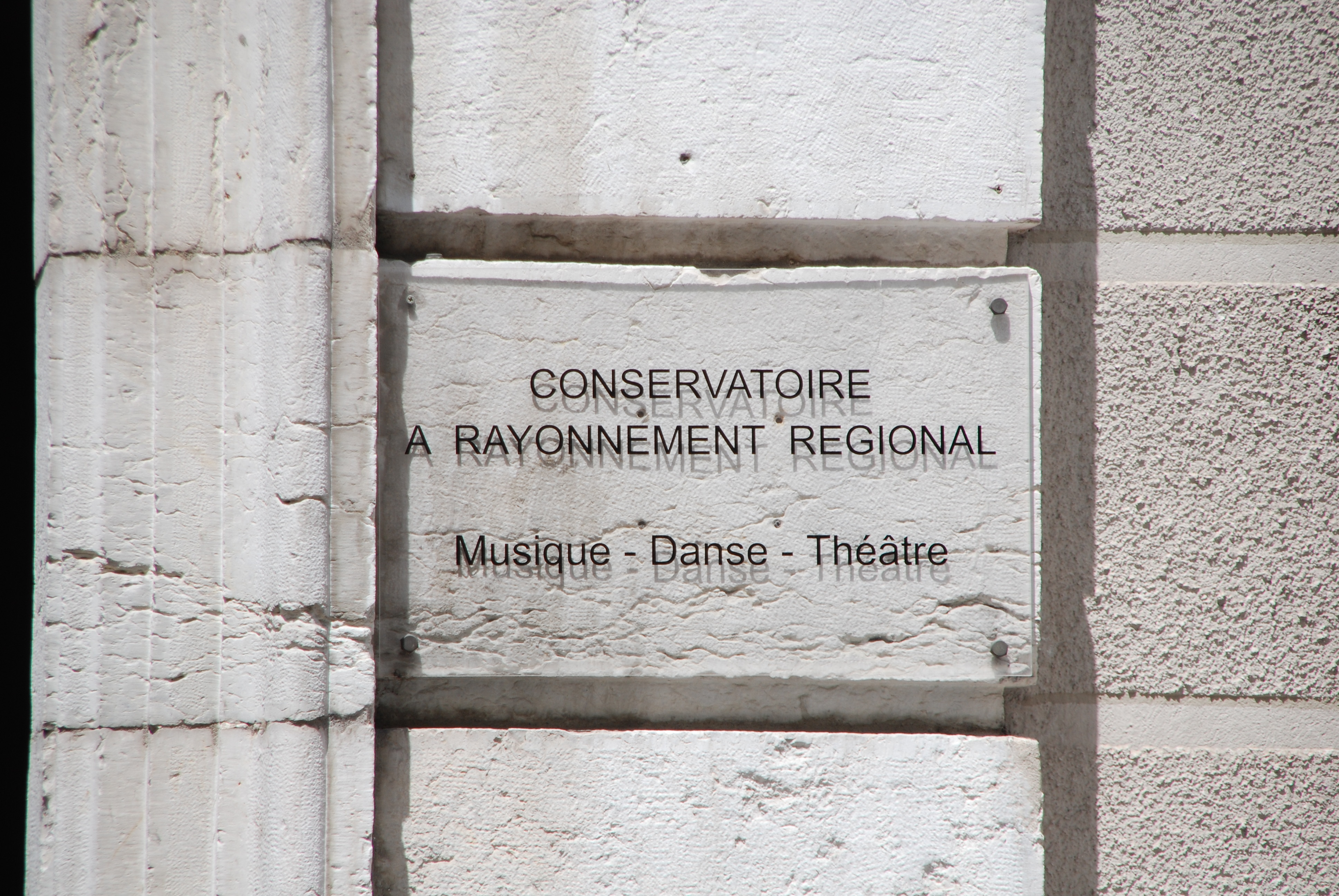
Plaque d’entrée du conservatoire

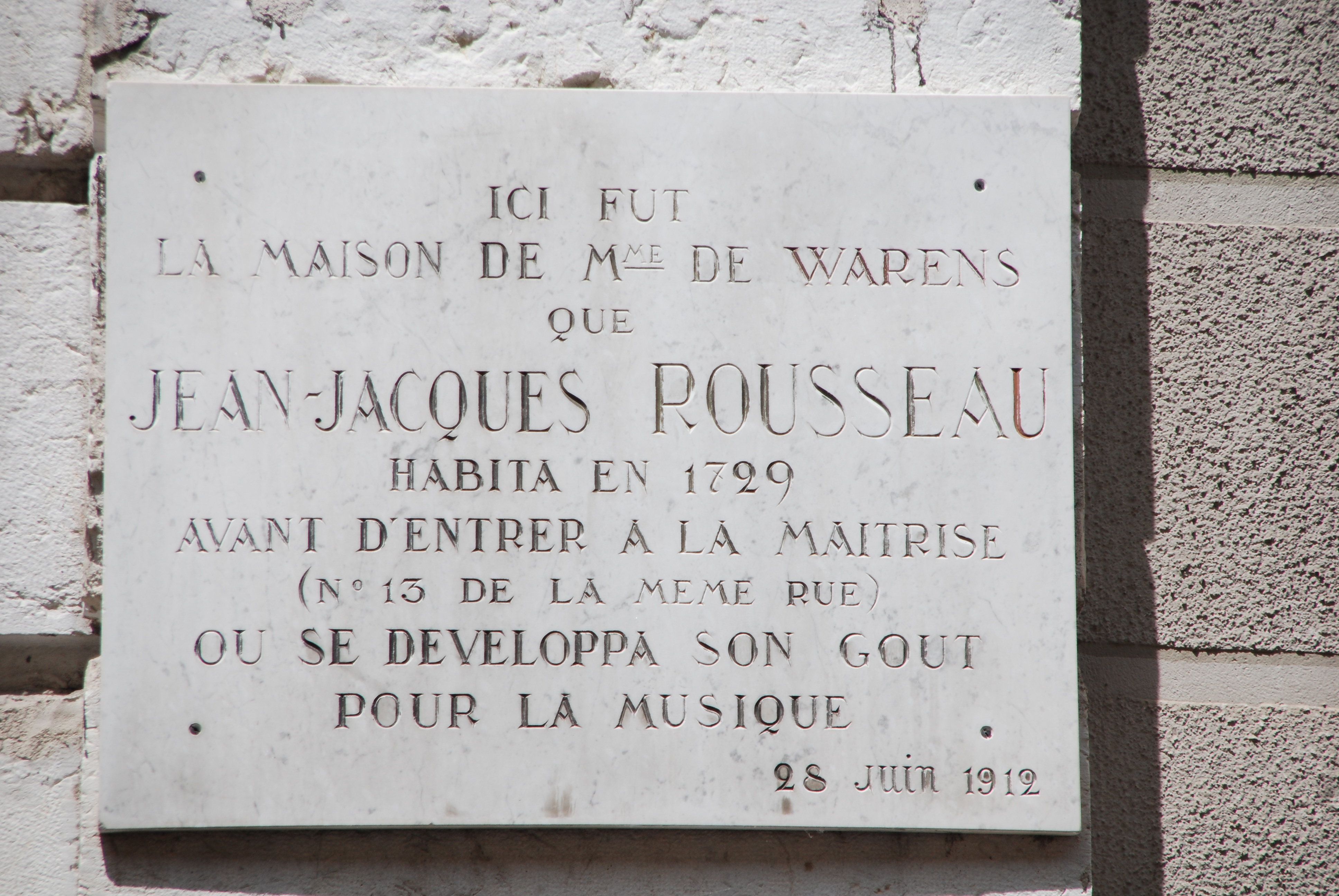
Plaque apposée sur le mur de façade du conservatoire

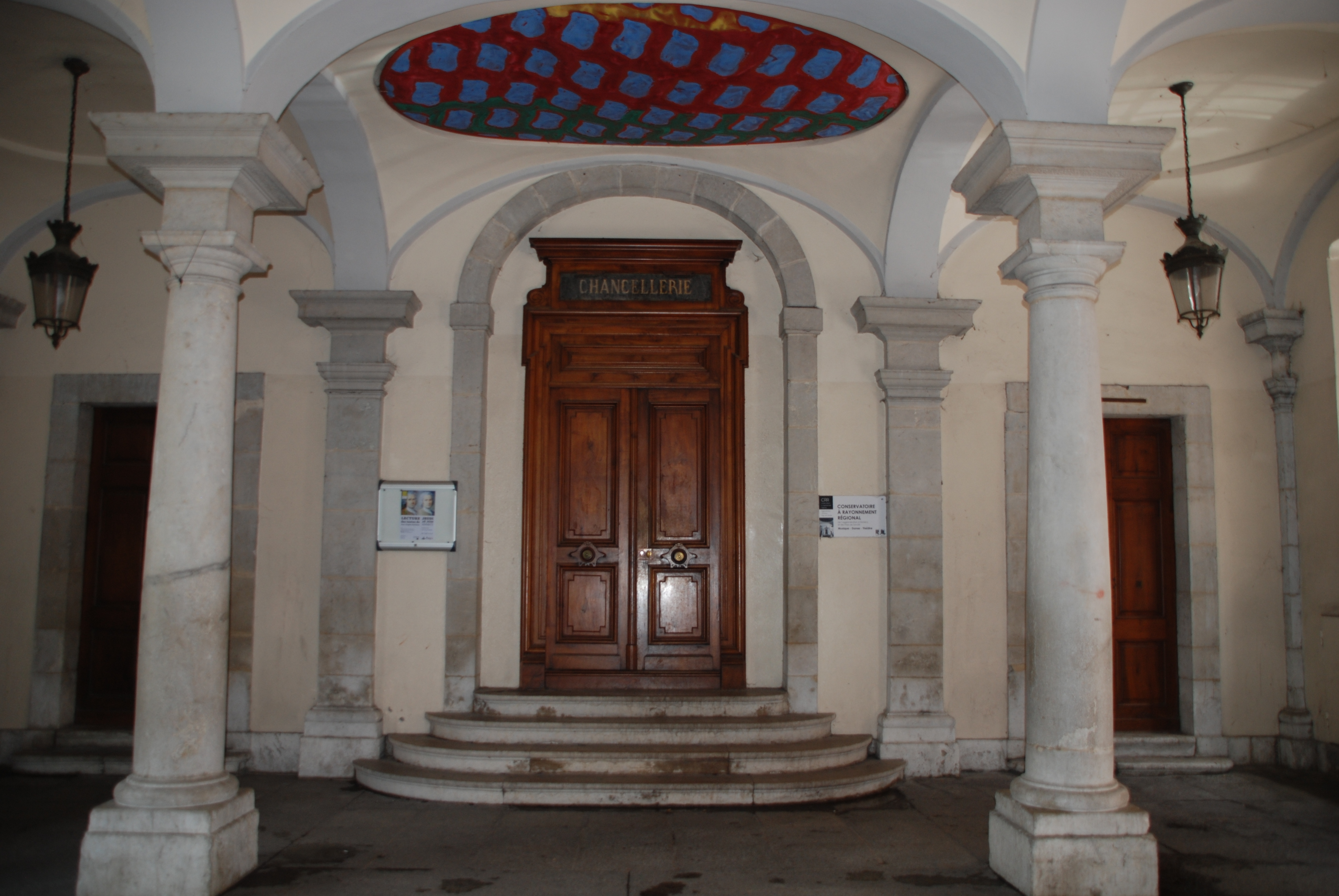
Entrée intérieure du conservatoire

Le conservatoire à rayonnement régional des Pays de Savoie - Annecy est un établissement d'enseignement artistique agréé et contrôlé par l'État (Direction générale de la Création artistique du ministère de la Culture et de la Communication), représenté par la direction régionale des Affaires culturelles (DRAC). Il a son siège à Annecy (Haute-Savoie, France).  Il propose trois spécialités, musique, chorégraphie et art dramatique.

## Histoire
Le conservatoire est actuellement, et depuis 1970, situé dans le palais épiscopal d'Annecy, datant de 1784. École nationale de musique et de danse d'Annecy jusqu'en 2003, le conservatoire devient alors un service de la communauté de l'agglomération d'Annecy. Depuis le 1er janvier 2017, il a été transféré à la commune nouvelle d'Annecy avec l'ensemble du service culturel et fusionné avec le conservatoire à rayonnement communal de Seynod depuis 2016 et avec l'école municipale de Cran-Gevrier.
Il propose les disciplines musicales et théâtrales sur les sites de Seynod et d'Annecy, musique et danse sur les sites de Cran-Gevrier et d'Annecy (le CRR dispose d'un site 1 200 m2 dedié à la danse et au théâtre à l'espace culturel et sportif des Balmettes). 

### Liste des directeurs successifs
- Geneviève Gaillard,
- Jean-Claude Francon,
- Christian Charnay,
- Jean-Paul Odiau (de 1997 à 2020).

Le conservatoire est actuellement dirigé par Julien Weill.

### L'association Annecy-Chambéry
En novembre 2004, les deux écoles nationales de musique, danse et art dramatique de Chambéry et d’Annecy ont été reclassées en conservatoire à rayonnement régional des Pays de Savoie. En mai 2008 puis de nouveau en 2015, l’État a confirmé ce classement pour une durée de sept années.
Les deux établissements sont deux entités juridiques distinctes. Ils ont néanmoins adopté un règlement identique des études et favorisent la circulation des élèves entre les deux CRR. Un conseil pédagogique commun a également été institué, permettant la collaboration des enseignants. Enfin, ils mènent en commun certains projets d'action culturelle.
L'ensemble des deux CRR accueille plus de 3 000 élèves.

### La fusion de communes
La commune nouvelle d'Annecy créée au 1er janvier 2017 regroupe les six anciennes communes d'Annecy, Annecy-le-Vieux, Cran-Gevrier, Meythet, Pringy et Seynod. Elle a repris la compétence culturelle qui avait été déléguée à la Communauté d'Agglomération d'Annecy. Le conservatoire a donc fusionné avec le conservatoire à rayonnement communal de Seynod au 1er janvier 2016, et en 2017 avec l'école de musique de Cran-Gevrier. Les deux sites sont conservés, portant à quatre le nombre de sites d'enseignement du conservatoire.

## Le CRR aujourd’hui
Ce sont 90 disciplines qui sont enseignées par 104 professeurs aux quelque 2 130 élèves des classes de musique, de chorégraphie et d'art dramatique.

### Diplômes délivrés
Dans le domaine musical, le conservatoire propose trois cycles d’apprentissage, appelés 1er, 2e et 3e cycles amateurs auxquels s'ajoute le cycle d'enseignement professionnel initial (CEPI) comportant 750 heures de cours sur trois ans. Le 2e cycle se conclut par le brevet d'études musicales (BEM), le cycle 3 amateur par le certificat d'études musicales (CEM), le CEPI par le diplôme d'études musicales (DEM).
Le CRR d’Annecy délivre aux élèves des cours de danse classique, contemporain et jazz, un brevet d'études chorégraphiques (BEC) en fin de 2e cycle ainsi qu'un certificat d’études chorégraphiques (CEC) à la fin du 3e cycle amateur.
Les classes de danse classique et contemporain proposent un CEPI comportant 1 024 heures de cours sur 3 ans sanctionné par le diplôme d'études chorégraphiques (DEC).
Le département art dramatique offre un cursus qui comprend l'initiation, le cycle 1, Le cycle II sanctionné par le brevet d'études théâtrales (BET), le cycle 3 amateur délivrant le certificat d'étude théâtral (CET). Le cycle d'enseignement professionnel initial comportant 1 056 heures de cours sur deux ans délivre un DET (diplôme d’études théâtrales).

### Enseignement
Dans le domaine musical, le conservatoire délivre un enseignement concernant les cordes (violon, alto, violoncelle, contrebasse), les bois (flûtes, hautbois, basson, saxophone, clarinette), les cuivres (cor, trompette, trombone, tuba) ainsi que les instruments polyphoniques (piano, guitare, harpe, orgue, percussions, accordéon, accompagnement). Des classes de musique ancienne (flûte à bec, traverso, hautbois baroque, basson baroque, clavecin, orgue, viole de gambe, mandoline, luth), de musiques actuelles amplifiées, de jazz, de chant, de direction de chœur, direction d'orchestre, d’écriture, d'analyse et d'esthétique musicales, de classes métiers du son et de composition musicales (instrumentale et vocale, électroacoustique, musique à l'image, design sonore) sont également organisées et de musiques traditionnelles (violon, flûte irlandaise, Accordéon diatonique, cor des Alpes, cornemuse, percussions, mandoline)
La danse classique, la danse jazz, la danse contemporaine et le hip-hop font partie de l’offre chorégraphique du conservatoire.

### Administration
Le conservatoire est financé principalement par la Commune nouvelle d'Annecy. Les familles contribuent avec des tarifs indexés sur le quotient familial. Les subventions de l’État ont été supprimées en 2015 et en partie ré attribuées en 2017 Celles du conseil régional de Rhône-Alpes ont été supprimées en 2016. Il reste le soutien du conseil général de Haute-Savoie pour l'action de réseau sur le deuxième cycle.

### Partenariats
Le conservatoire, en partenariat avec l’Éducation nationale, s’inscrit dans un cycle de classes à horaires aménagés dans le domaine musical  (CHAM) du collège à l'université : dans le collège des Balmettes (instruments, voix d'enfants et danse), dans le collège du Semnoz, des classes à horaires aménagés théâtre (CHAT),  dans le lycée Gabriel-Fauré (musique et danse) avec les 3 sections (ES, L, S, TMD)(le Baccalauréat Technique musique et danse (TMD) est proposé au lycée Fauré en partenarat avec le CRR depuis septembre 2017, c'est la seule section TMD pour toute l'académie de Grenoble). Il existe également un amenagement d'horaires avec le lycée et Baudelaire. A l'université, les classes musiques etudes sont organisées sur 3 départements de l'IUT d'Annecy-le-Vieux (musique, danse et théâtre).et depuis septembre 2017, l'école d'ingénieurs Polytech, propose des aménagements d'horaires avec le CRR.
Avant la fusion des communes, les écoles de musique de six communes, Annecy-le-Vieux, Cran-Gevrier, Meythet, Poisy et Seynod, participaient avec le CRR à la constitution du réseau musical de la C2A.
Les examens terminaux des CEPI (DEM, DEC et DET) sont organisés dans le cadre du réseau de l'Arc Alpin regroupant les conservatoires d'Annecy, Chambéry, Bourgoin-Jallieu/Portes de l'Isère, Grenoble.
Le CRR a également signé une convention de partenariat avec la Scène de musique actuelle (SMAC) le Brise Glace, dans le domaine de la formation et de la diffusion.
Diffusion et création :
Le CRR propose une saison de concerts avec les concerts de midi de 12 h30 à 13h15 chaque vendredi de l'année scolaire dans son auditorium de 185 places.
22  concerts sont programmés dans toutes les esthétiques (classique, jazz, chanson, musiques du monde...)
Une saison de concerts du soir est également présentée dans des lieux de l'agglomération avec des ensembles invités, des solistes de renommée internationale avec les orchestres de cycle III du CRR.
Dans le domaine de la création, le CRR organise le festival Sons d'automne consacré  à la musique des XXe et XXIe siècles dans la dernière semaine de novembre.